# ら〜マニア
『ら〜マニア』は、こもわた遙華による日本の4コマ漫画作品。一迅社発行の『まんがぱれっとLite』VOL.10よりVOL.38（最終号）まで連載、後に掲載誌を『まんが4コマぱれっと』本誌に移し、2011年12月号まで連載された。

## 登場人物
ロッキー（黒木佳太 くろき けいた）
ラーメンヲタクで、ラーメンマニアに人気の『ら〜マニア』というブログを運営している。ラーメンにしか興味が無く、毎日ラーメンを食べていたり、仕送りを全部カップ麺に使ったりする、引きこもり大学生。ラーメンに関することになると、イケメン化する。8玉目から『ぱいぱい』で働くこととなった。
しお
塩ラーメンの妖精。『ら〜マニア』のファンで、天然素材というペンネームでコメントしている。ラーメンNo.1を決めにラーメン界から人間界に来た。とんこつとは仲が良くない。
とんこつ
豚骨ラーメンの妖精。ぶりっ子で毒舌。ラーメンNo.1を決めにラーメン界から人間界に来た。しおとは仲が良くない。
パイたん
鶏白湯ラーメンの妖精。ロッキーのダメ人間なところが好きという、変わった性格。
ミッシェル
味噌ラーメンの妖精。かなりの機械オンチ
総大将
『ぱいぱい』というラーメン屋の店主。強面だが、非常に優しい。『ぱいぱい』では、人間化したパイたんが働いている。
黒木愛美（くろき まなみ）
15歳。佳太の妹で一見しっかり者に見えるが兄同様家事は全く出来ない。

## 単行本
一迅社より「4コマKINGSぱれっとコミックス」として刊行されている。
1. 2010年2月22日発売 ISBN 9784758080699
2. 2010年12月18日発売 ISBN 9784758081023
3. 2011年12月22日発売 ISBN 9784758081382